# Trận Nhai Môn
Trận Nhai Môn (tiếng Trung: 崖門海戰; Hán Việt: Nhai Môn hải chiến) hay Trận Nhai Sơn (tiếng Trung: 崖山海戰; Nhai Sơn hải chiến) là một trận hải chiến giữa nhà Nguyên và nhà Tống diễn ra vào ngày 19 tháng 3 năm 1279 trên vùng biển ngoài khơi Nhai Môn, Quảng Đông. Dù chỉ có lực lượng bằng một phần mười đối phương, quân Nguyên dưới sự chỉ huy của Trương Hoằng Phạm đã đánh bại hoàn toàn quân Tống của Trương Thế Kiệt, trận chiến khiến cho hơn 100.000 binh lính, quan lại và người hầu của nhà Tống thiệt mạng trong đó có Tống Đế Bính, ông vua cuối cùng của nhà Tống, do phụ chính đại thần Lục Tú Phu ôm theo để nhảy xuống biển tự vẫn. Trận Nhai Môn đã đánh dấu sự diệt vong của nhà Tống và hoàn thành quá trình chinh phục Trung Quốc của nhà Nguyên.

## Bối cảnh
Năm 1276, kinh đô Lâm An của nhà Nam Tống rơi vào tay quân đội Mông Cổ, vua nhà Tống là Tống Cung Đế cũng bị bắt làm tù binh. Lực lượng còn sót lại của nhà Tống kéo về Phúc Châu và đưa Tống Đoan Tông, lúc này mới chỉ là một đứa trẻ 9 tuổi, lên ngôi báu. Chỉ một năm sau, tới lượt Phúc Châu rơi vào tay quân đội Mông Cổ, buộc triều đình nhà Tống phải chạy tới Tuyền Châu theo đề nghị của đại tướng Trương Thế Kiệt, ông cho rằng tại đây mình sẽ mượn được thêm thuyền để duy trì cuộc kháng chiến. Tuy nhiên dự định của Trương Thế Kiệt thất bại buộc triều đình nhà Tống phải tiếp tục lênh đênh trên biển để đi xuống Quảng Đông nhằm liên kết với lực lượng của Văn Thiên Tường đang chiến đấu ở đây. Chuyến đi cực nhọc này đã khiến Tống Đoan Tông đổ bệnh và qua đời ngày 8 tháng 5 năm 1278 tại trấn Mai Oa trên đảo Lạn Đầu. Để duy trì nhà Tống, hai đại thần Trương Thế Kiệt và Lục Tú Phu buộc phải chọn một đứa trẻ trong hoàng gia có tên Triệu Bính lên ngôi, đây là Tống Đế Bính, vị vua cuối cùng của nhà Tống. Trong lúc đó, hy vọng cuối cùng trên bộ của Trương Thế Kiệt cũng không còn khi Văn Thiên Tường rơi vào tay quân đội nhà Nguyên. Ở vào thế đường cùng, Trương Thế Kiệt quyết định dừng đoàn thuyền tại Nhai Môn, Quảng Đông để đối đầu với lực lượng truy đuổi do Trương Hoằng Phạm lãnh đạo. Sở dĩ ông chọn Nhai Môn vì đây là vùng có địa thế hết sức hiểm yếu, phía Đông là Nhai sơn (厓山), phía Tây là Thang Bình sơn (湯瓶山) khiến cho việc phòng thủ trở nên dễ dàng.

## Diễn biến

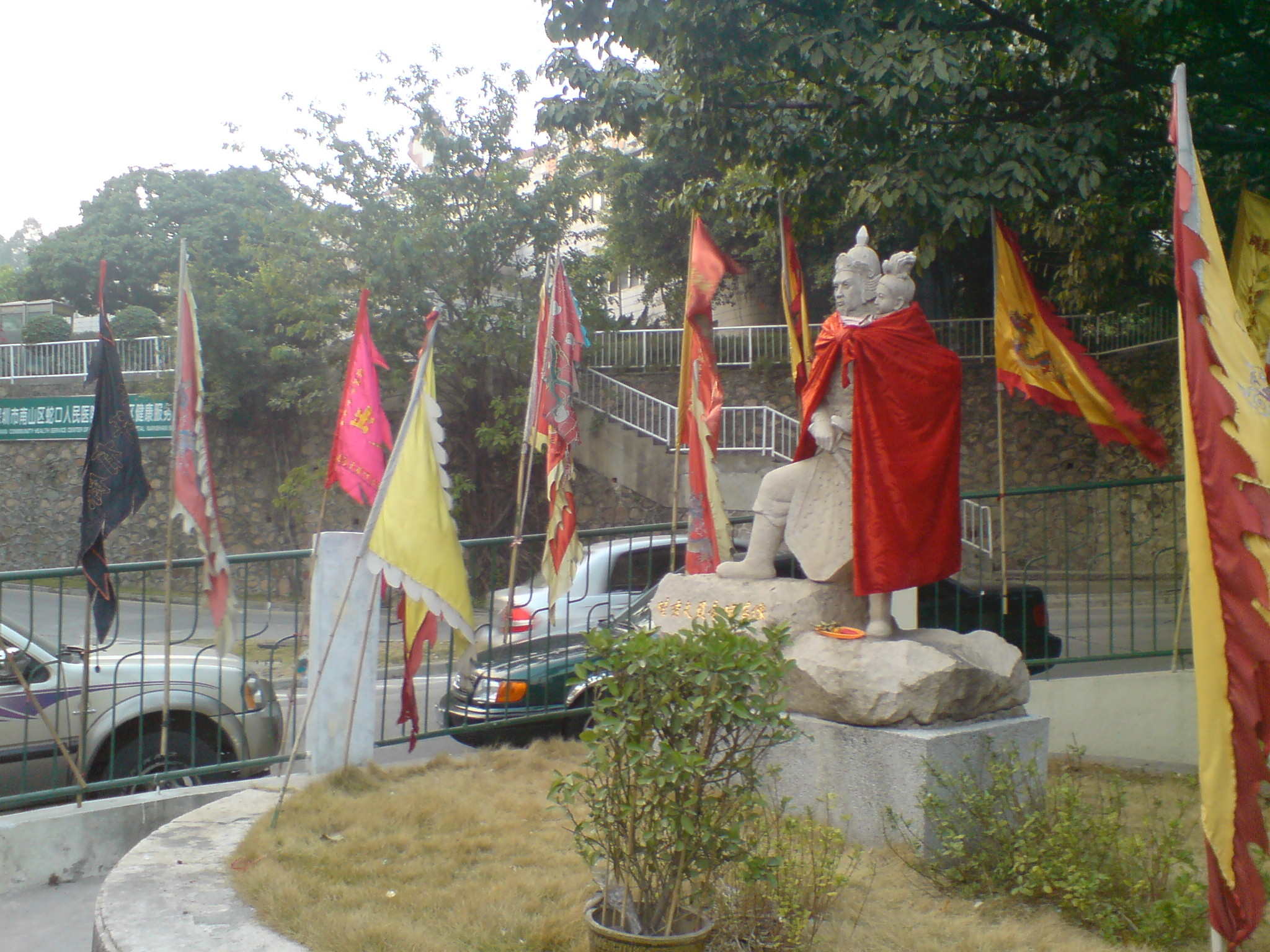
Tượng Lục Tú Phu cõng Tống Đế Bính.

Năm 1279, lực lượng của Trương Hoằng Phạm được tăng viện nhờ quân của Lý Hằng, người vừa hoàn thành việc bình định Quảng Châu. Để đối phó với quân Nguyên, Trương Thế Kiệt cho xích cả ngàn con thuyền của quân Tống lại với nhau nhằm che chở cho chiếc thuyền của Tống Đế Bính nằm ở trung quân. Các thuyền chiến của quân Tống đều được trát bùn để chống hỏa công, vì vậy Trương Hoằng Phạm quyết định không tấn công trực tiếp mà bao vây khu vực Nhai Môn, cắt đứt hoàn toàn mọi đường liên lạc và tiếp tế của quân Tống với bên ngoài. Tuy quân Tống có lực lượng đông tới 200.000 người nhưng thực tế trong số này có rất nhiều quan lại, người hầu, chưa kể tới hoàng gia nhà Tống vốn không hề thích hợp với việc phòng thủ lâu dài trong điều kiện khó khăn trên biển.
Chiều ngày 18 tháng 3 năm 1279, Trương Hoằng Phạm bắt đầu lập kế hoạch tấn công quân Tống, ông quyết định dùng đại bác công phá vì cho rằng nó sẽ phá vỡ chuỗi xích gắn liền các thuyền Tống với nhau khiến chúng dễ dàng chạy thoát. Ngày hôm sau, Trương Hoằng Phạm chia quân Nguyên ra làm bốn phần trong đó 3 phần tấn công quân Tống từ các hướng Đông, Bắc và Nam còn đích thân Trương Hoằng Phạm chỉ huy một đội chiến thuyền dự bị.
Vốn thường xuyên hứng chịu những cuộc đụng độ nhỏ trong nhiều ngày, quân Tống không hề chuẩn bị cho một cuộc tấn công lớn như vậy của quân Nguyên. Lực lượng ô hợp và mệt mỏi của quân Tống nhanh chóng bị quân Nguyên thiện chiến áp đảo, kết quả là đội hình chiến thuyền Tống trở nên hỗn loạn và vượt ra khỏi tầm kiểm soát của Trương Thế Kiệt. Trong lúc ông đang dẫn thuyền tới bảo vệ Tống Đế Bính thì đại thần phụ chính Lục Tú Phu do thấy tình thế tuyệt vọng của quân Tống đã quyết định ôm nhà vua nhảy xuống biển tự tử. Cái chết của vua Tống đã kéo theo sự tự tử của nhiều người Tống khác và kết thúc luôn hy vọng kháng chiến của Trương Thế Kiệt và những người ủng hộ nhà Tống.

## Kết quả
Tống sử ghi lại rằng, 7 ngày sau trận chiến, người ta thấy cả trăm nghìn xác người chết trôi nổi trên biển. Riêng xác của Tống Đế Bính được tìm thấy tại bờ biển gần Xà Khẩu, Thâm Quyến ngày nay. Trương Thế Kiệt sau khi thoát khỏi Nhai Môn đã dong thuyền ra biển và mất tích trong một trận bão. Thất bại ở Nhai Môn cùng cái chết của Tống Đế Bính đã đánh dấu sự diệt vong của nhà Tống, Trung Quốc từ đây chính thức nằm hoàn toàn dưới quyền cai trị của nhà Nguyên.
Đặc biệt, theo Đại Việt sử ký toàn thư, Đại Nam nhất thống chí, xác ba mẹ con công chúa nước Nam Tống là Từ Thi Thái hậu Dương Nguyệt Quả (mẹ Tống Đoan Tông - anh trai của Tống Đế Bính), hai công chúa Triệu Nguyệt Khiêu, Triệu Nguyệt Hương dạt vào cửa Tráp, xã Quỳnh Phương, huyện Quỳnh Lưu, tỉnh Nghệ An. Năm 1285, dân Việt lập đền thờ gọi là đền Cờn. Ngày 29-1-1993 Bộ Văn hoá - Thông tin ra quyết định công nhận đền Cờn là Di tích Lịch sử - Văn hoá cấp quốc gia.